# Guvernul Barbu Catargiu
Guvernul Barbu Catargiu a fost un consiliu de miniștri care a guvernat Principatele Unite ale Moldovei și Țării Românești în perioada 22 ianuarie - 24 iunie 1862 sub conducerea lui Barbu Catargiu și Apostol Arsache, ca prim-miniștri.

## Componență
- Președintele Consiliului de Miniștri

Barbu Catargiu (22 ianuarie - 8 iunie 1862)
ad-int. Apostol Arsache (8 - 24 iunie 1862)
- Ministrul de interne

Barbu Catargiu (22 ianuarie - 8 iunie 1862)
ad-int. Apostol Arsache (8 - 24 iunie 1862)
- Ministrul de externe

Apostol Arsache (22 ianuarie - 24 iunie 1862)
- Ministrul finanțelor

Alexandru C. Moruzi (22 - 27 ianuarie 1862)
Grigore Balș (27 ianuarie - 11 martie 1862)
Alexandru Catargiu (11 - 24 martie 1862)
Teodor Ghica (24 martie - 24 iunie 1862)
- Ministrul justiției

Constantin N. Brăiloiu (22 ianuarie - 7 iunie 1862)
Dimitrie Cornea (7 - 24 iunie 1862)
- Ministrul cultelor

Grigore Balș (22 ianuarie - 7 februarie 1862)
Barbu Belu (7 februarie - 24 iunie 1862)
- Ministrul de război

Gen. Ioan Gr. Ghica (22 ianuarie - 24 iunie 1862)
- Ministrul lucrărilor publice

ad-int. Barbu Catargiu (22 - 27 ianuarie 1862)
Dimitrie Cornea (27 ianuarie - 7 iunie 1862)
ad-int. Alexandru Em. Florescu (7 - 24 iunie 1862)
- Ministrul controlului

Alexandru Em. Florescu (24 martie - 24 iunie 1862)

## Sursă
- Stelian Neagoe - "Istoria guvernelor României de la începuturi - 1859 până în zilele noastre - 1995" (Ed. Machiavelli, București, 1995)

| Precedat(ă) de: Guvernul Alexandru C. Moruzi (Iași) Guvernul Dimitrie Ghica (București) | Guvernul Barbu Catargiu 22 ianuarie - 24 iunie 1862 | Succedat(ă) de: Guvernul Nicolae Crețulescu (1) |